# Astronidium inflatum
Astronidium inflatum es una especie de planta de flores perteneciente a la familia  Melastomataceae. Es endémica de Fiyi. Se conocen solamente unas doce plantas que se encuentran en la zona de Vanua Levu. Esta especie se desarrolla en la densa selva o en colinas de 700 a 1000 m s. n. m.

## Fuente
- World Conservation Monitoring Centre 1998.  Astronidium inflatum.   2006 IUCN Red List of Threatened Species.   Bajado el 20-08-07.